# Bassam Tariq
Bassam Tariq, né le 22 octobre 1986 à Karachi au Pakistan, est un réalisateur, scénariste et producteur américain.

## Biographie
Bassam Tariq nait à Karachi au Pakistan avant de partir pour les États-Unis très jeune. Il grandit à Astoria dans le Queens, avant de partir pour Sugar Land dans la banlieue de Houston au Texas.
Il fréquente l'université du Texas à Austin. En 2008, il y obtient un Bachelor of Science en publicité. Durant ses études, Tariq suit un cours intitulé Creativity in American Culture qui inspire son envie de faire des films. Il réalise notamment des films d'entreprises et publicités. En indépendant, il réalise plusieurs vidéos promotionnelles notamment pour Celestica, l'université du Texas à Austin ou encore CBS News 11.
Il participe à la production de contenus vidéo pour Time, The New Yorker et coréalise un spot pour la vaccination contre la polio au Pakistan,,. Après ses études, il se rend à New York et travaille pour Saatchi and Saatchi,. Il travaillera ensuite pour plusieurs autres agences de publicité comme BBDO NY.
En 2009, Tariq et son ami comédien Aman Ali débutent leur projet de blog 30 Mosques in 30 Days. En plein Ramadan, ils se rendent dans toutes les mosquées de New York tout en partageant leur expérience sur Tumblr,. Ils relancent ce projet l'année suivante mais cette fois avec 30 mosquées dans 30 États, toujours durant le Ramadan. Ils poursuivront le tour des mosquées du pays l'année suivante. En faisant toutes ces visites, Tariq et Ali écrivent sur la diversité et les principaux problèmes affectant les Musulmans des États-Unis. Leur blog est beaucoup commenté dans la presse et reçoit globalement de bonnes critiques. The Huffington Post le décrit comme « visuellement époustouflant ».
En 2013, Bassam Tariq coréalise These Birds Walk (en) avec Omar Mullick. Ce documentaire suit des enfants dans les rues du Pakistan. L'idée initiale était de faire un film sur Abdul Sattar Edhi mais ce dernier a insisté pour mettre en avant sa fondation plutôt que sa propre personnalité. Le film est présenté au festival South by Southwest 2013 et sort dans les salles américaines fin 2013.
En 2014, Bassam Tariq est l'un des trois fondateurs d'une boucherie halal à East Village à Manhattan, Honest Chops. Il a voulu la créer face au manque de ce type de commerce à New York.
Bassam Tariq devient ensuite TED Fellow. En octobre 2014, il présente une conférence intitulée The beauty and diversity of Muslim life.
Bassam Tariq réalise ensuite son premier long métrage de fiction, Mogul Mowgli, présenté à la Berlinale 2020. L'idée du film est née dès 2017, lorsqu'il rencontre Riz Ahmed. Le titre du film est initialement Mughal Mowgli,. Le scénario s'inspire en partie de l'histoire personnelle de Riz Ahmed, qui a sorti plusieurs albums sous le pseudonyme de Riz MC.
En juillet 2021, il est annoncé que Bassam Tariq est fortement envisagé pour mettre en scène un nouveau film sur le personnage Blade de Marvel Comics, au sein de l'univers cinématographique Marvel. Il est officiellement engagé en septembre 2021. Après une trilogie avec Wesley Snipes, le rôle du vampire sera incarné par Mahershala Ali.

## Filmographie
Sauf indication contraire, les informations mentionnées dans cette section peuvent être confirmées par la base de données cinématographiques IMDb,  présente dans la section « Liens externes ».

### Réalisateur
- 2013 : These Birds Walk (documentaire, coréalisé avec Omar Mullick)
- 2017 : Abstract : L'art du design (Abstract: The Art of Design) (série TV documentaire) - 1 épisode (réalisation additionnelle)
- 2017 : 11/8/16 (documentaire collectif)
- 2018 : Red Mountain Choir (court métrage)
- 2018 : Wa'ad (court métrage)
- 2018 : Riz MC: Mogambo (court métrage)
- 2019 : Les fantômes de Sugar Land (Ghosts of Sugar Land) (court métrage documentaire)
- 2020 : Mogul Mowgli

### Scénariste
- 2018 : Wa'ad (court métrage)
- 2019 : Les fantômes de Sugar Land (Ghosts of Sugar Land) (court métrage documentaire)
- 2020 : Mogul Mowgli

### Producteur
- 2013 : These Birds Walk (documentaire)
- 2017 : 11/8/16 (documentaire)
- 2019 : Les fantômes de Sugar Land (Ghosts of Sugar Land) (court métrage documentaire)